# Kargowa
Kargowa là một thị trấn thuộc huyện Zielonogórski, tỉnh Lubuskie ở tây Ba Lan. Thị trấn có diện tích 5 km². Đến ngày 1 tháng 1 năm 2011, dân số của thị trấn là 3658 người và mật độ 804 người/km².